# Kachin Independence Organisation

Fahne der Kachin Independence Organisation

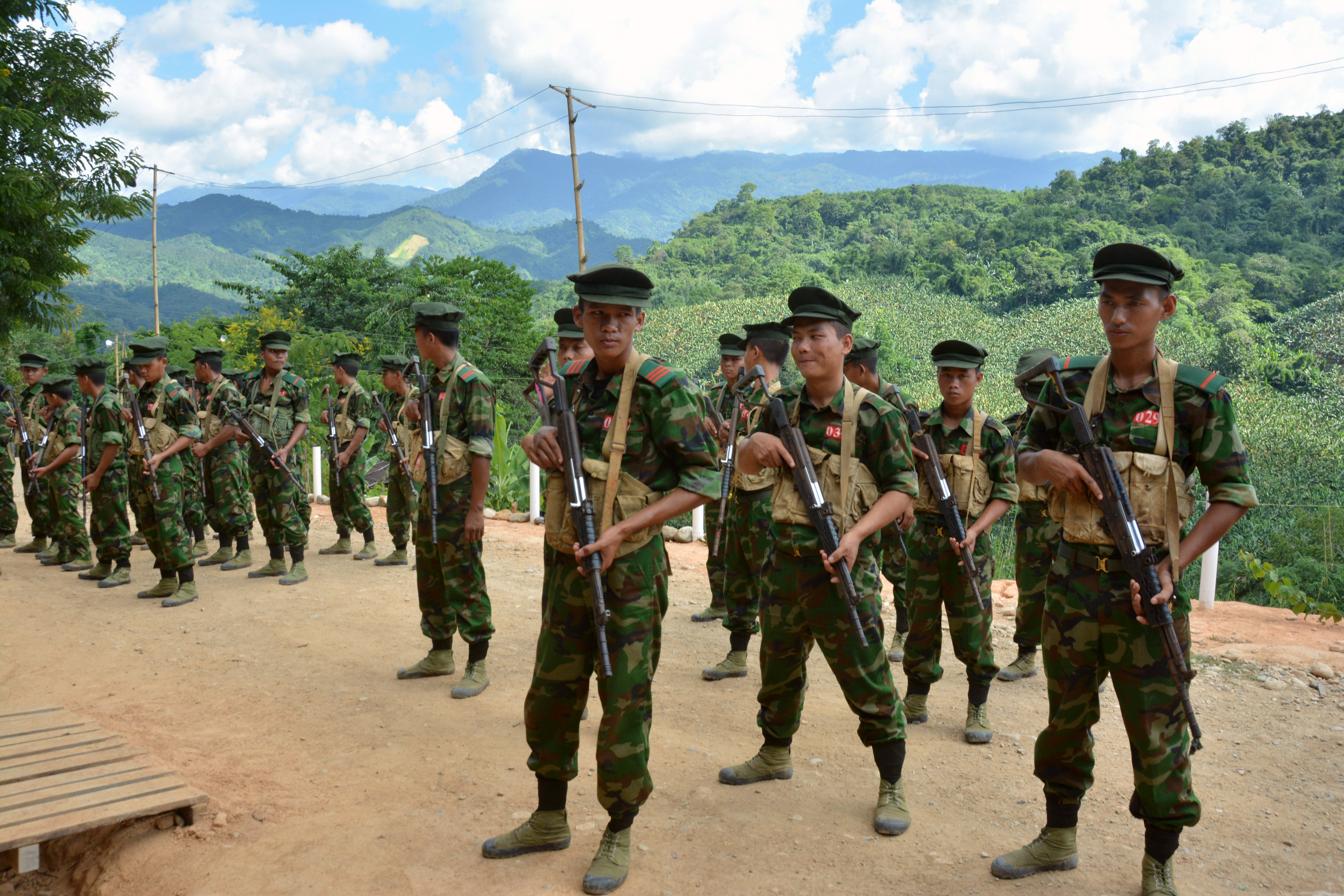
Rekruten der KIO im Oktober 2016

Die Kachin Independence Organisation (Birmanische Schrift ကချင်လွတ်လပ်ရေးအဖွဲ့ချုပ်, KIO) ist eine politische Organisation in Myanmar. Sie repräsentiert die Kachin-Minderheit im Land. Die KIO besitzt einen bewaffneten Arm, die Kachin Independence Army (KIA). Das Hauptquartier der KIO befindet sich in Laiza.

## Geschichte
Die KIO wurde am 5. Februar 1961 von den ehemaligen Regierungssoldaten Lamung Tu Jai und Lama La Ring und dem Dissidenten Zau Seng gegründet. Nach der Unabhängigkeit des Landes von Großbritannien 1948 war es im Kachin-Staat eher friedlich geblieben. Gab es doch die Panglong-Vereinbarung, die dem Kachin-Staat einen Austritt aus der Union ermöglichte. Als die Forderungen nach Unabhängigkeit von der Zentralregierung ignoriert wurde, kam es zu Spannungen zwischen den Führern der KIO und der Regierung. Die Gründer der KIO überzeugten 27 Soldaten der Kachin-Rifles, einer Armeeeinheit bestehend aus ethnischen Kachin, zu ihnen überzulaufen. Die Gruppe begann bereits am 5. Februar 1961 ihren bewaffneten Kampf gegen die Zentralregierung, indem sie Banken und Geschäfte überfiel. Ein Jahr später war die private Armee auf 100 Mitglieder angewachsen und der militärische Arm wurde mit dem Namen Kachin Independence Army organisatorisch unabhängig. Zau Seng wurde der Erste Oberkommandierende der KIA. Der Militärputsch unter Ne Win 1962 führte zu einem großen Zulauf von Dissidenten und Oppositionellen und stärkten die Ränge von KIO und KIA. Ab 1964 verfolgte die KIO einen radikal linken Kurs und nahm Verbindungen zur Kommunistischen Partei auf, welche von China unterstützt worden ist. Die KIO baute auch Verbindungen zu anderen bewaffneten ethnischen Organisationen (Englisch Armed Ethnical Organisations, EAO), oder war an deren Gründung maßgeblich beteiligt. So wurde z. B. die Arakan Army (AA) von der KIO mitgegründet, ausgerüstet und von der KIA ausgebildet. 1994, nach 33 Jahren bewaffneter Auseinandersetzungen, wurde ein Waffenstillstand zwischen der Armee der Zentralregierung und der KIA vereinbart. Die KIO konnte die von der KIA gehaltenen Gebiete autonom verwalten und war in der Lage. Verwaltungsstrukturen in mehreren Bezirken des Staates unabhängig aufzubauen. Die KIO wurde immer mehr in Bergbau und im Edelsteingeschäft aktiv und vergab Abbaugenehmigungen an Firmen, auch an Firmen der Zentralregierung. Die KIA besteuerte Jade- und Teakholz-Exporte und kontrollierte Grenzübergänge nach China. 2010 versuchte die Militärregierung, die KIO zu überreden, Truppen für ihr Border-Guard-Force-Programm (BGF-Programm) zu stellen. Die KIA sollte in die Befehlsstruktur der Zentralarmee integriert werden. Nachdem sich die Führung der KIO weigerte, diesem Vorschlag folge zu leisten, kam es 2011 wieder zu bewaffneten Auseinandersetzungen zwischen der KIA und der Armee. Trotz einige Rückschläge kontrollierte die KIO große Teile des Kachin-Staates mit Ausnahme einiger großer Städte. Auch bestehen weiterhin Geschäftsbeziehungen zwischen der KIO und der Zentralregierung – trotz der Feindseligkeiten zwischen KIA und der Zentralarmee.
Im März 2024 beschloss die Führung der KIO eine Offensive gegen die am 1. Februar 2021 an die Macht gekommene Militärregierung State Administration Council (SAC). Da die KIO neben der United Wa State Party (UWSP) über eine eigene Waffenproduktion verfügt, gilt sie als wichtiger Verbündeter der Exilregierung (NUG) von Myanmar. Sie gilt als Hauptunterstützer der Arakan Army und der Milizen der Exilregierung (PDF), verfügt aber auch über enge Beziehungen zur Ta’ang National Liberation Army (TNLA) und zur Myanmar Nationalities Democratic Alliance Army (MNDAA).

## Absplittungen
1990 gründeten 700 Mitglieder der KIO unter der Führung von Zahkung Ting Ying, Layawk Zelum, und Ying Zelum eine eigene Organisation, die New Democratic Army-Kachin (kurz NDA-K). Die Rebellen waren mit dem neuen politischen Kurs der Führung nicht einverstanden. Die KIO versuchte sich von der kommunistischen Ideologie zu lösen, nachdem sich die kommunistische Partei des Landes ein Jahr davor aufgelöst hatte. Die NDA-K wechselte 1993 die Seiten und 600 Mann wurden in die Polizeitruppen des Militärs übernommen. 2009 beteiligte sich die NDA-K als erste bewaffnete Organisation am Border Guard Force (kurz BGF) Programm der Regierung. Es entstanden die Bataillone 1001–1003 der BGF.

## Finanzierung und Verwaltung
Die KIO finanziert sich primär aus Steuern und Zöllen, die Unternehmungen und Firmen entrichten müssen, um in KIO-kontrollierten Gebieten aktiv zu sein. Die KIO betreibt ein eigenes Bildungs- und Gesundheitssystem. Die KIO betreibt aber auch eigene Unternehmen und ist in der Elektrizitätsgewinnung aktiv. Nach einer Untersuchung der United Nations Office on Drugs and Crime aus dem Jahre 2018 wurde in Gebieten der KIO Opium angebaut. Die KIO würde sich also durch Drogengeschäfte finanzieren. Dies ist nicht verwunderlich da viele ethnischen Organisationen in Myanmar Opium anbauen oder den Anbau von Opium und den Transport und Handel besteuern. Selbst einige Infanterie Bataillone der Armee der Zentralregierung bauen Opium an. Das The Transnational Institute kurz TNI behauptet aber der UN Report wäre falsch. DIE KIO würde einen strikten Anti-Drogen Kurs fahren. Die UN hätte Gebiete der KIO mit Gebieten unter der Kontrolle der New Democratic Army-Kachin (kurz NDA-K) verwechselt. Diese ist eine Splittergruppe der KIO bzw. KIA, welche 2010 in das Border Guard Force (kurz BGF) Programm der Regierung aufgenommen worden ist. TNI kritisierte in der Vergangenheit die KIO, weil sie ihr Anti Drogen Programm für zu hartherzig befand. Nach Angaben von Al Jazeera unterstützt die KIO die Pat Jasan Bewegung. Die KIO würde also seit Jahren den Opiumanbau und Drogenkonsum bekämpfen. Auch Frontier MYANMAR meldete 2016, dass sich die KIA an Anti Drogen Programmen beteiligen würde. Auch die Organisation Myanmar Information Management Unit (kurz MIMU) berichtet das die Armee der Zentralregierung örtliche Milizen beim Anbau von Opium förderte. Im Gegenzug würden diese Milizen die KIO und KIA bekämpfen. Die BGF Bataillone 1001–1003 wären am Anbau von Schlafmohn beteiligt. Andere Gebiete ständen unter der Kontrolle der Kachin Democratic Army (kurz KNA), welche ebenfalls als Milizen der Armee fungieren würden. Die Regierung würde die KIO beschuldigen ein großer Drogenlieferant zu sein, dabei wären es ihre eigenen Einheiten welche Drogen anbauen würden. Dabei hatte die KIO bereits am 5. Oktober 2010 zu einem Kampf gegen Drogen aufgerufen. Seit ihrer Gründung 1961 finanzierte sich die KIO durch die Besteuerung von Drogen. Diese Politik wurde aber bereits 1990 vom damals neu gewählten Präsidenten Maran Brang Seng geändert, der einen drogenfreien Kachin-Staat ausrief.